# Публий Салвий Апер
Публий Салвий Апер (на латински: Publius Salvius Aper) e римски преториански префект през 1 век пр.н.е.
Произлиза от Бреша в Горна Италия и не е роднина на Салвии Отоните (Salvii Othones) от Ферентиум в Етрурия.
През 2 пр.н.е. той става първият преториански префект в римската история заедно с Квинт Осторий Скапула.